# Ascensión Hernández Triviño
Ascensión Hernández Triviño o Ascensión Hernández de León-Portilla (Villanueva de la Serena, Badajoz, 2 de mayo de 1940) es una lingüista, filóloga, catedrática, investigadora y académica española radicada en México. Sus investigaciones se han dirigido al estudio de la filología mesoamericana, especialmente al idioma náhuatl.

## Semblanza biográfica
Realizó sus estudios en la Universidad de Sevilla, y en la Universidad Complutense de Madrid, obteniendo un doctorado en 1986. Desde 1975, ha colaborado como investigadora para el Instituto de Investigaciones Filológicas de la Universidad Nacional Autónoma de México (UNAM) y como catedrática de la Facultad de Filosofía y Letras de dicha universidad desde 1987.
En 1964, durante el Congreso Internacional de Americanistas celebrado en Barcelona y Sevilla, conoció al historiador mexicano Miguel León-Portilla. El 3 de mayo de 1965, se casó con él en el Real Monasterio de Santa María de Guadalupe en Extremadura.
Fue miembro del Seminario de Cultura Náhuatl de 1978 a 1995, es miembro de la Asociación de Lingüística y Filología de América Latina, de la Asociación Internacional de Hispanistas y de la Asociación Mexicana de Lingüística Aplicada. Fue fundadora de la Sociedad Mexicana de Historiografía Lingüística. El 23 de agosto de 2007, fue elegida miembro de número de la Academia Mexicana de la Lengua, tomó posesión de la silla XXI el 22 de enero de 2009. Es miembro de la Comisión de Lexicografía de la institución.

## Obras publicadas
Ha escrito estudios introductorios, glosarios, capítulos en obras colectivas y artículos en revistas especializadas publicados en España, Estados Unidos, Francia, Holanda, y México. Entre sus títulos destacan:
- Tepuztlahcuilolli, impresos en náhuatl: historia y bibliografía, 1988.
- España desde México. Vida y testimonio de transterrados, 1978.

## Premios y homenajes
- Homenaje al "Bibliófilo José Luis Martínez", reconocimiento póstumo a Miguel León-Portilla y Ascensión Hernández Triviño por la Universidad de Guadalajara, la Feria Internacional del Libro y el Coloquio Internacional de Bibliotecarios, en el 2019.[4]